# Iso Koutojärvi
Iso Koutojärvi är en sjö i Gällivare kommun i Lappland och ingår i Kalixälvens huvudavrinningsområde. Sjön har en area på 0,177 kvadratkilometer och ligger 265,1 meter över havet.

## Delavrinningsområde
Iso Koutojärvi ingår i det delavrinningsområde (743073-175219) som SMHI kallar för Mynnar i Tvärån. Medelhöjden är 287 meter över havet och ytan är 54,78 kvadratkilometer. Det finns inga avrinningsområden uppströms utan avrinningsområdet är högsta punkten. Koutojoki som avvattnar avrinningsområdet har biflödesordning 4, vilket innebär att vattnet flödar genom totalt 4 vattendrag innan det når havet efter 167 kilometer. Avrinningsområdet består mestadels av skog (84 procent) och sankmarker (10 procent). Avrinningsområdet har 0,38 kvadratkilometer vattenytor vilket ger det en sjöprocent på 0,7 procent.